# 駐日スイス大使館
駐日スイス大使館（Schweizerische Botschaft in Japan）は、スイスが日本の首都東京に設置している大使館である。

## 所在地
東京都港区南麻布5丁目9-12

## 大使
2024年11月7日より、ロジェ・ドゥバッハが特命全権大使を務めている。